# UDトラックス

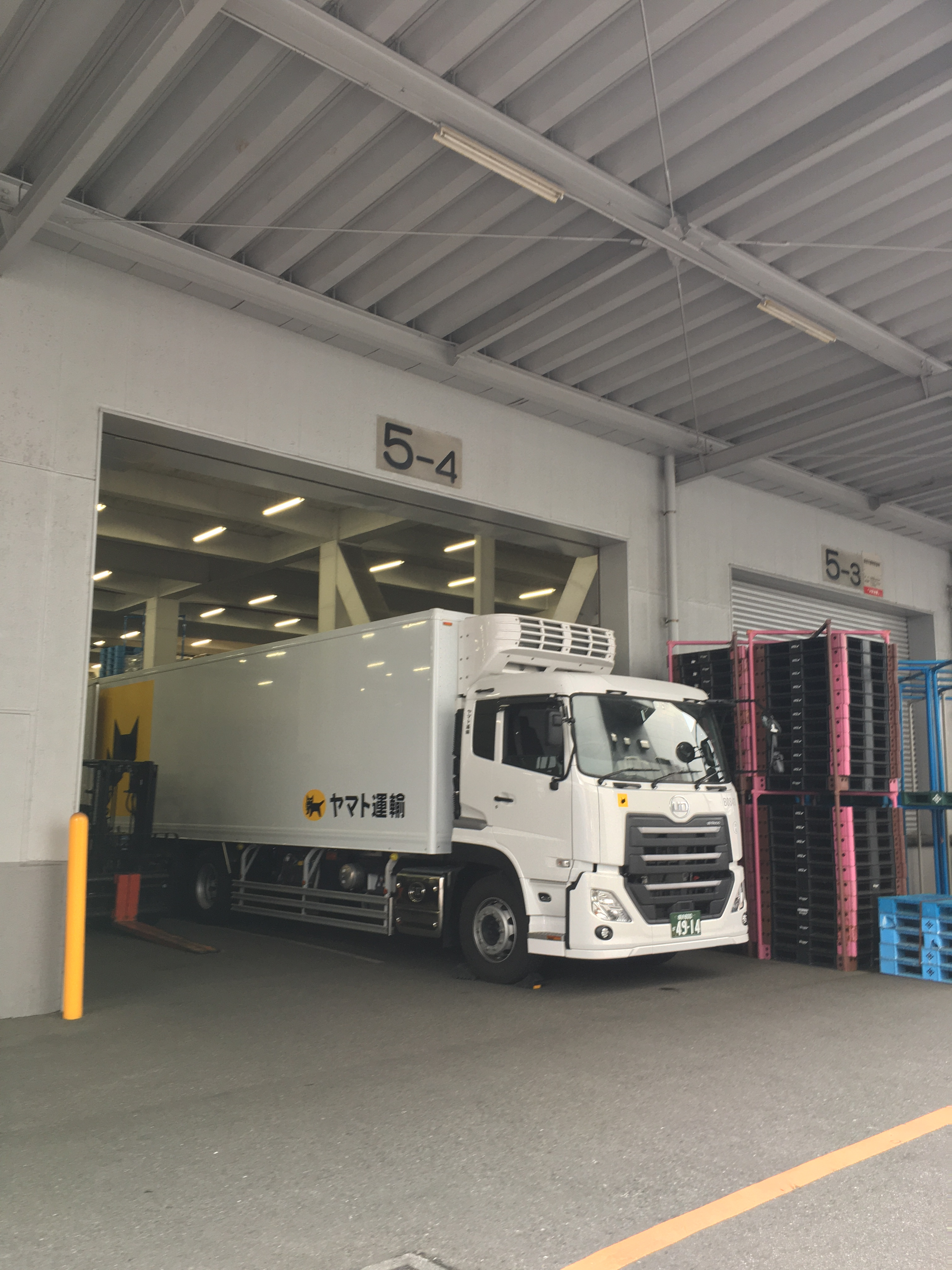
主力製品のQuon（2代目）ヤマト運輸

UDトラックス株式会社（ユーディートラックス）は、日本の自動車製造会社である。埼玉県上尾市に本社を置く。いすゞ自動車の完全子会社。トラックを専門としているほか、かつてはバスの製造も行っていた。
1935年に安達堅造によって日本デイゼル工業として設立された。鐘淵紡績（後のカネボウ）の傘下に入ると1942年に鐘淵デイゼル工業へ社名変更した。1946年に鐘淵工業のグループから離脱して民生産業に社名変更。1950年に民生産業の大型商用自動車製造部門が分社化され、民生デイゼル工業が発足。民生デイゼル工業は日産自動車の傘下に入り、1960年に日産ディーゼル工業へ社名変更。2007年に日産からボルボに売却され、2010年に日本ボルボを吸収合併するとUDトラックスに社名変更した。2020年にはボルボからいすゞ自動車が買収した。
日産自動車の傘下にあった名残りから春光グループに属し、春光会の会員企業である。

## 概要

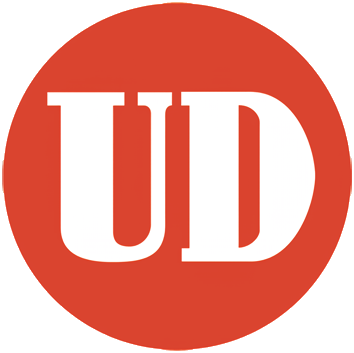
UDマーク (1955〜2009年)

UD MINSEIの文字がみられる
1955年（昭和30年）の広告

主力商品は大型トラックで、トレーラーヘッドの国内市場占有率筆頭である。普通トラック国内シェアはいすゞ自動車、日野自動車、三菱ふそうトラック・バスについで第4位。いすゞグループ入り後もボルボ・ブランド製品の輸入・販売は継続し、日本におけるボルボ・トラックス、ボルボ・ペンタ、ボルボ建設機械の各事業も展開している。
国内事業として、大型トラックの開発・生産・販売・輸出、中型・小型トラックの販売、自動車部品の製造・販売を行うとともに、かつて生産していたバスの整備・補修部品などの販売も継続している。海外事業として、新興国向けトラック（大型・中型・小型）の開発・生産・販売、自動車部品の製造・販売、トラック・バスの整備・補修部品などの販売を行っている。
旧社名の略称「日産ディーゼル」や通称の「ニッサンディーゼル」とともに、旧社名当時から「UD」（ユーディー/ユーデー）の名称でも広く親しまれている。
このUDとは、かつて米ゼネラルモーターズ式の単流掃気方式2サイクルディーゼルエンジン「Uniflow Scavenging Diesel Engine」を製造し、その頭文字をエンジンの商標としていたことに由来する。UDの商標は2サイクルエンジン製造終了後も継続して使用され、現在はUDを "Ultimate Dependability"（究極の信頼）の頭文字に由来するとしている。
旧社名時代には、自動車業界内で主に「日デ（ニチデ）」と略されていた。この日デは、当時の親会社である日産自動車がそれぞれ1972年・1976年まで大型バス・大型トラックを製造していたため日産ディーゼルの略称を「日産」とはできず、日本自動車工業会や自動車雑誌が主に用いていた。『鉄道ジャーナル』誌など一部では「日産ディ」の表記も見られる。
運輸事業の現場では、単に「日産」の通称も用いられていた。

### 日産グループからボルボグループへ

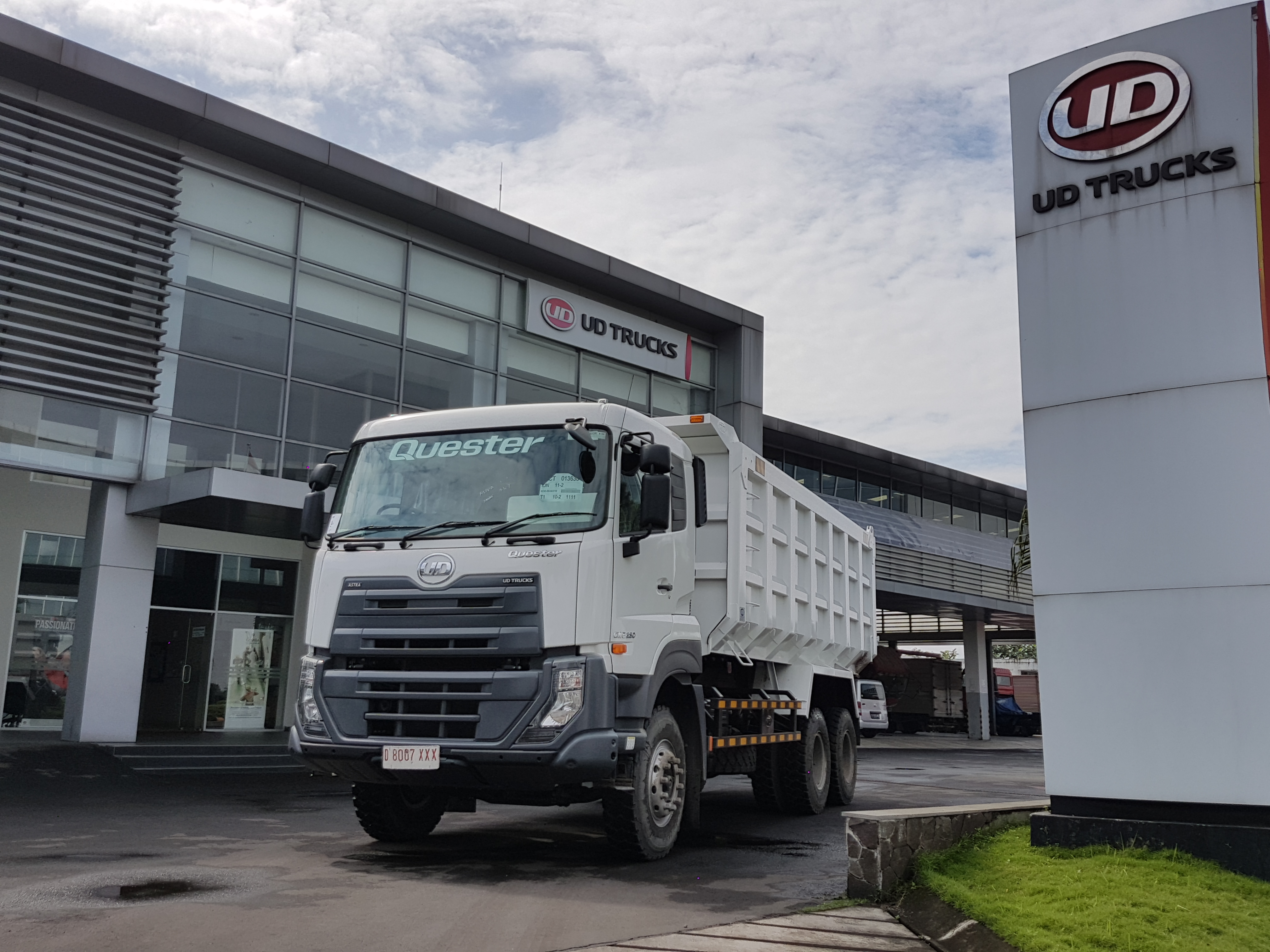
ボルボグループの協力下で新興国に特化して製造されるQuester

1999年、ルノーは日産自動車との資本提携時に日産ディーゼルへ出資して株主名簿記載順位第2位となり、ルノー指揮下でリストラを進行した。
2003年3月、日産ディーゼル車架装のおよそ6割を担っていた富士重工業伊勢崎製作所がバス車体製造事業から撤退（同年にスバルカスタマイズ工房として独立、2011年より桐生工業伊勢崎工場）。それにともない、バスボディの調達先を西日本車体工業へ集約した。
2005年3月、経営再建が終了してルノー所有株式が放出され、再び日産自動車傘下となった。
2006年3月、筆頭株主の日産自動車が保有する同社株式の19パーセント中、13パーセントをスウェーデンのトラックメーカー、ABボルボへ売却。同社が筆頭株主となった。同年9月には、残る6パーセントもボルボへ売却され、日産自動車との資本関係は消滅した。当時の時点では「日産ディーゼル」の会社名は変更しないと発表された。
2007年2月20日、ボルボは日産ディーゼルの完全子会社化を目的として株式公開買付けを実施すると発表し、同社も賛同を決議した。同年7月23日、買付け成立にともない、東京証券取引所の上場を廃止した。
2009年11月、翌年1月1日付で日本ボルボを吸収合併し、日産ディーゼル子会社のクリエイトセンター、ならびに同じく子会社でシステムブレーンの流れをくむボルボ・インフォメーション・テクノロジー・ジャパン（ボルボITジャパン）も同日付で吸収合併することを発表した。
2010年1月19日付の各紙朝刊で、社名を「UDトラックス」へ変更すると報道された。同年1月26日に「UDトラックス」への2月1日付けでの社名変更が正式に発表され、ブランドも「UDトラックス」に統一された。
2014年、ボルボ・グループ・ジャパンと合併、同社を存続会社とし、商号は「UDトラックス」とした。

### ボルボグループからいすゞグループへ
2019年12月18日、いすゞ自動車とボルボ・グループとの戦略的提携が発表され、UDトラックスはいすゞの傘下となることが発表された。いすゞはUDの株式をボルボから購入する予定。2020年10月30日、主要株主であるボルボ・グループといすゞ自動車間で戦略的提携が正式に締結され、2021年4月1日までにいすゞが2,430億円で同社を買収し、いすゞ傘下企業となった。
2022年5月には国内営業本部をいすゞ自動車本社内へ移転させた他、2023年4月には両社の車種の相互供給を開始した。UDトラックスはいすゞグループ入り以前からいすゞ・フォワードのOEM供給を受けた上でコンドルとして販売していた。2023年4月には両社で共同開発した新型トラクターヘッドをUD・いすゞの両チャンネルに投入し、同年12月にはカゼットを三菱ふそう・キャンターのOEMからいすゞ・エルフのOEMに変更した他、2025年春にはクオン単車系の内、7速MT車をいすゞ・ギガのOEMに変更する予定である。2028年以降に予定されているクオン単車系とギガ単車系のモデルチェンジに際しても、プラットフォームの共通化が図られる予定である。

### バス事業の変遷

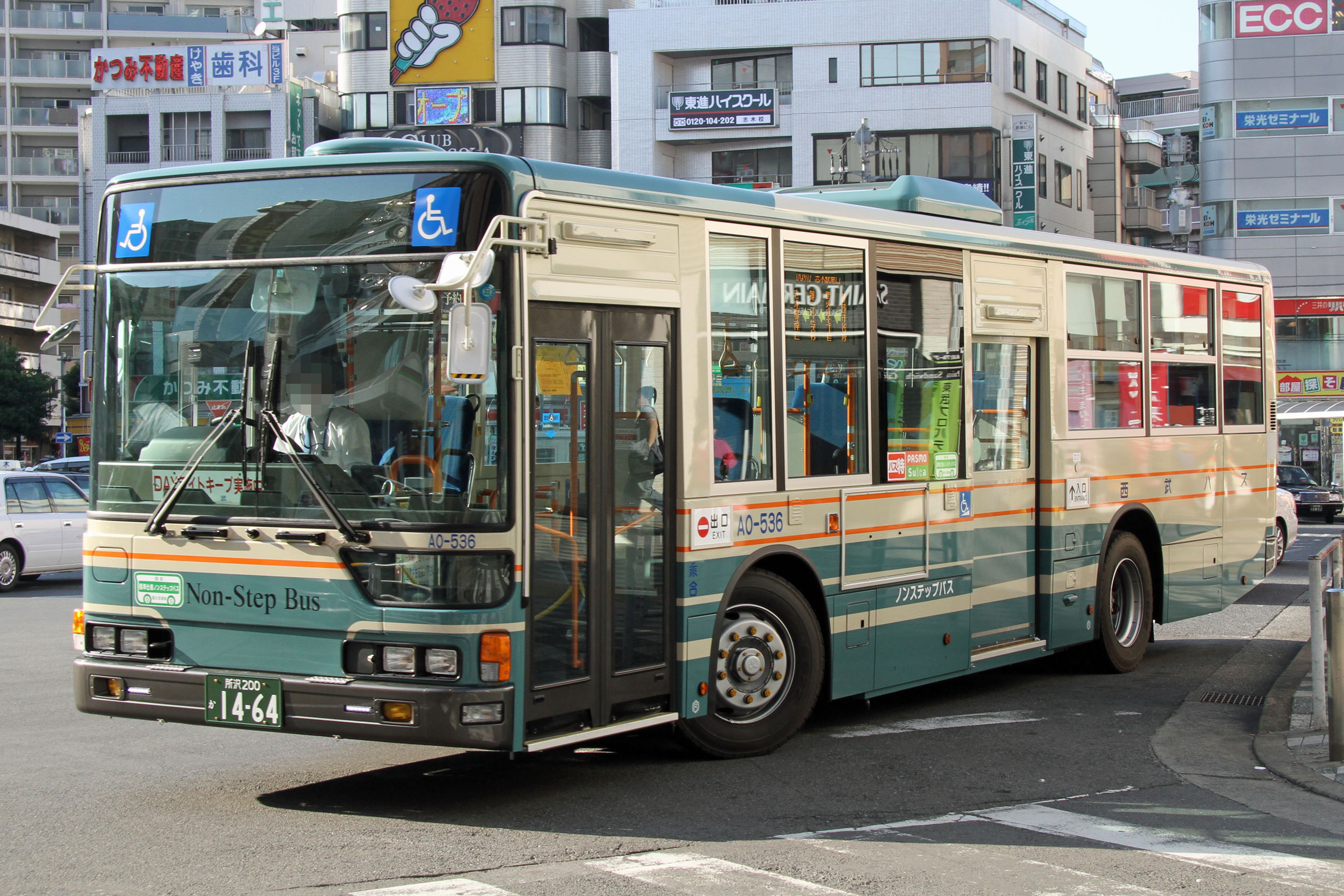
国内市場では最終期に製造されていたスペースランナーA（LKG-AP系）

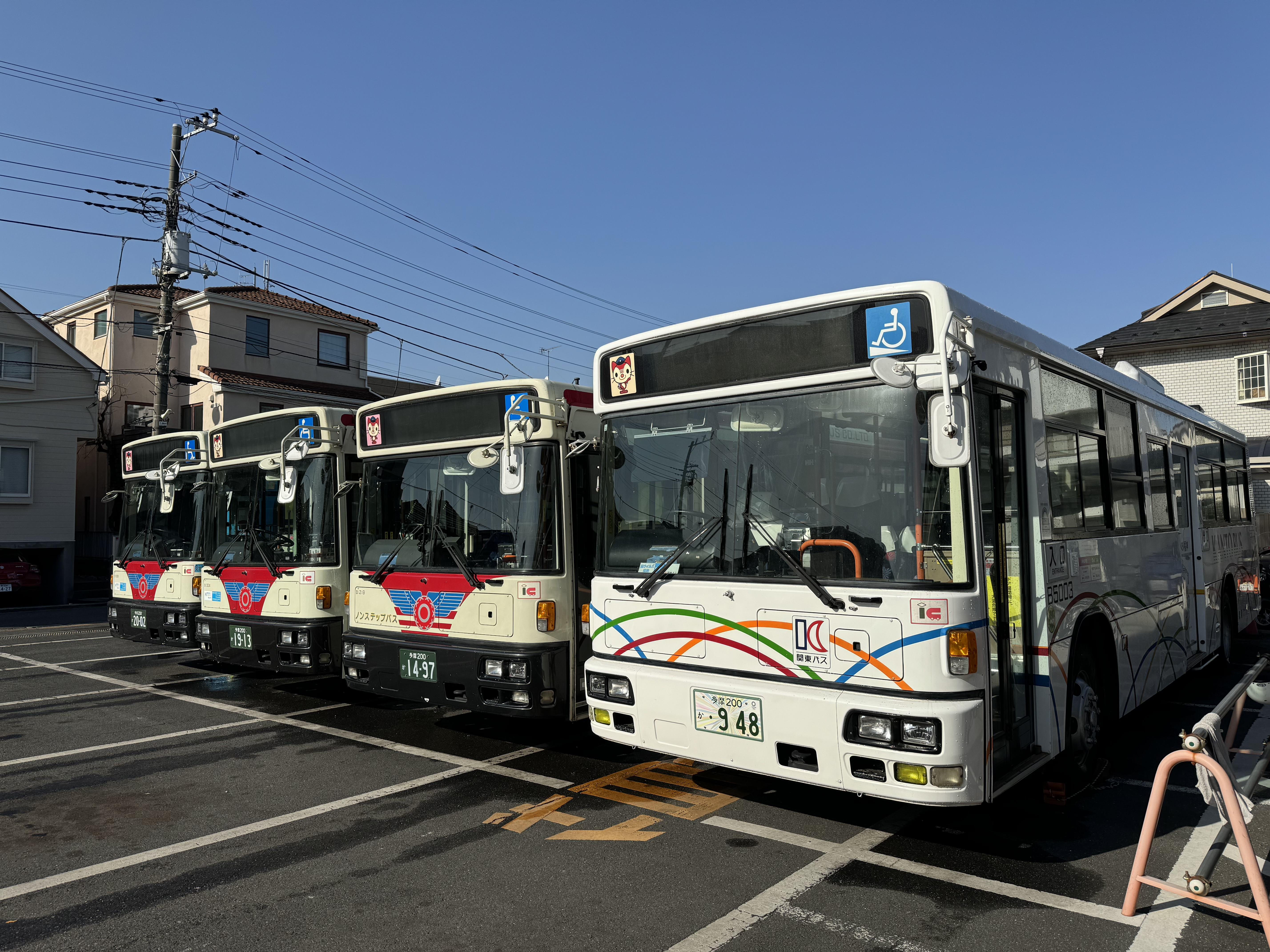
関東バス 西日本車体工業製の路線バス

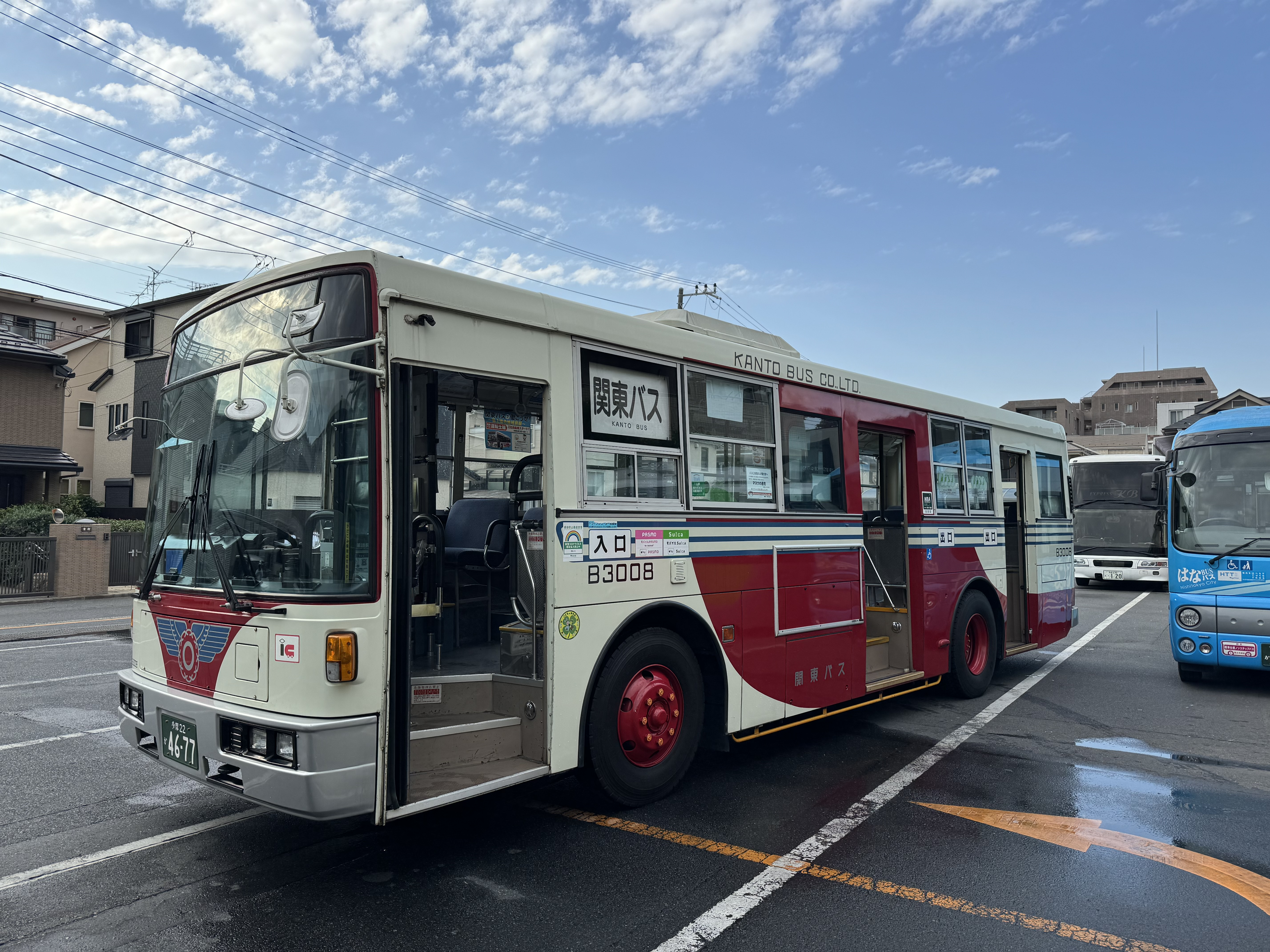
関東バス 富士重工業製 (動態保存車両)

バス事業に関しては、2007年より三菱ふそうトラック・バスとバス製造事業における業務提携を開始。2007年5月のスペースランナーAならびに三菱ふそう側でのエアロスター-Sの販売開始以後、同社との相互OEM供給が開始された。
2010年1月21日、西日本車体工業が同年8月31日をもって車体製造終了および会社解散を決定した（のち解散日は2010年10月31日に延期）。UDトラックスが西日本車体工業へのバス車体製造発注を打ち切った事が理由であった。これを受け、同年8月31日、三菱ふそうとバス事業に関する合弁会社設立に向け協議開始の覚書を締結。相互OEM供給を事実上終了し、UDトラックス販売の車両は全て三菱ふそうからのOEM車種とすることになった。
西日本車体工業解散3日前の2010年10月29日、三菱ふそうとの合弁会社設立協議打ち切りと、相互OEM供給終了が発表された。この結果、自前のバス車体製造施設を保有していないUDトラックスは、事実上バス事業から撤退することになり、2011年にはバスの生産と販売が休止された。
のちに中国製ボルボバスの輸入を模索するも、日本国内の道路運送車両法対応費用と売り上げ予測が釣り合わずに断念し、完全な撤退を決めたと2012年9月に報じられた。
現在バス車両のアフターサービスや部品供給は、西日本車体工業の事業を引き継いだ西鉄車体技術（旧社名・共栄車体工業）が行っている
2014年3月19日、ボルボグループは新興国市場向けの新規開発バスのブランドとして、「日本や東南アジアで強固なブランド力を有したUD」バスの名を「UD Buses」として用いると発表している。当初はインドで製造・販売し、バンガロールのバス工場を輸出ハブとするが、日本国内でのバス事業再開の計画はないとしている。

## 沿革
新旧2法人を分けて記述する。

### 旧法人

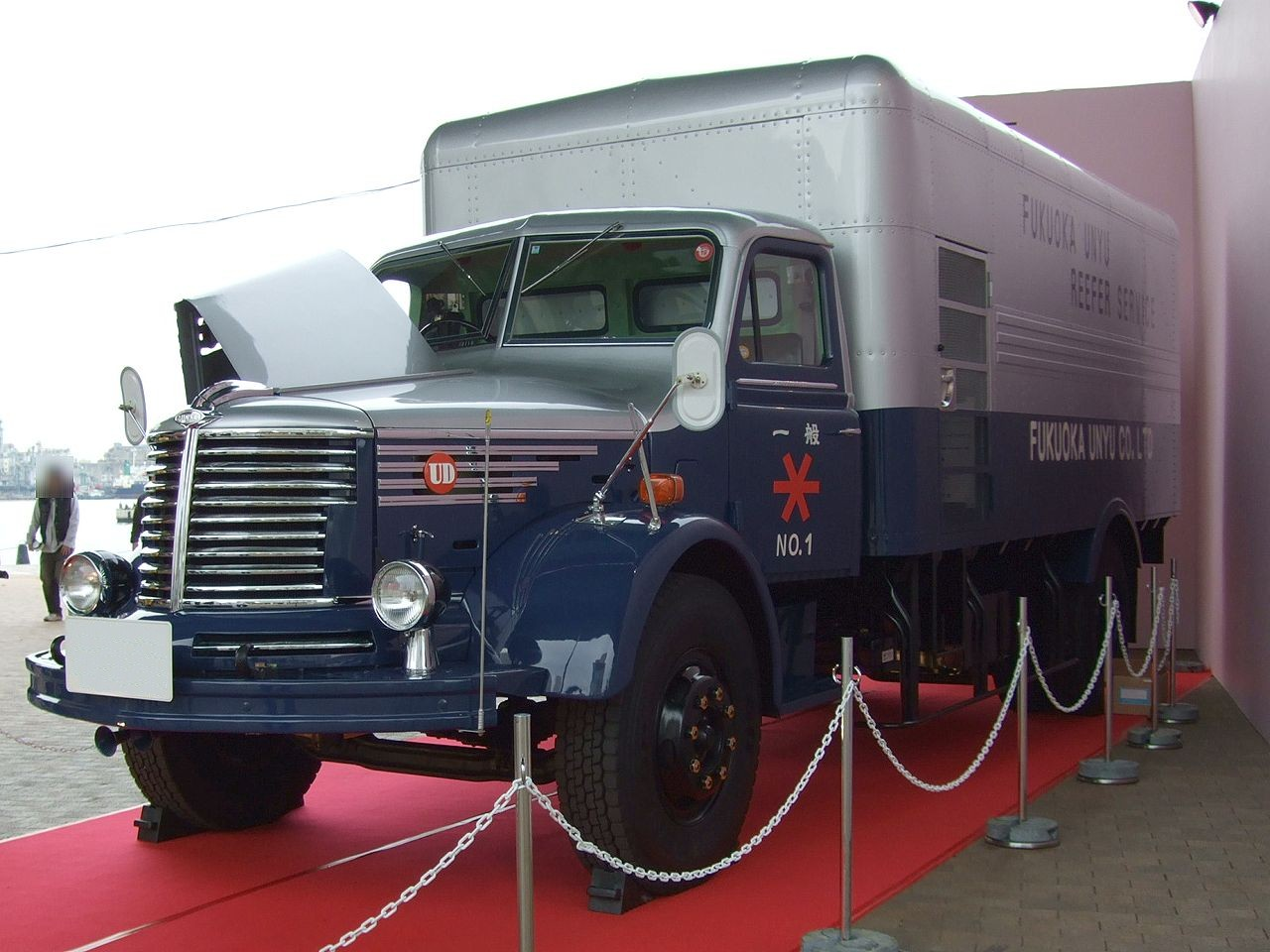
民生デイゼル T80G型

- 1950年5月1日 - 民生産業株式会社の自動車部門が分社し、民生デイゼル工業株式会社として発足する。
- 1953年12月 - 日産自動車株式会社が資本参加する。
- 1955年
  - 1月 - GMからデトロイトディーゼル・シリーズ71ユニフロースカベンジングディーゼルエンジンに関するライセンスを取得し、自社設計によるUD型2ストロークディーゼルエンジンとして発表する[23]。
  - 6月 - 日産自動車との折半出資により、日産民生ジーゼル販売株式会社（のちの日産ディーゼル販売）を分離[24]。
- 1960年12月 - 日産ディーゼル工業株式会社へ商号変更。
- 1971年 - 本店を埼玉県川口市から同県上尾市大字壱丁目1番地へ移転。
- 1979年 - 「NISSAN DIESEL」のロゴを変更。同年登場のレゾナより採用（バスは1982年より採用）。
- 1987年 - 株式会社リビングサービス（のちの株式会社テクサス）を設立[25]。
- 1992年 - 日本初の中型長尺路線バス（JM系）を西鉄北九州線の廃止代替バス用に開発。西日本鉄道と子会社の西日本車体工業と共同開発（1994年2月にJPとして正式発売）。
- 1994年12月 - 日本初のCNGバスを、大型路線バスUA系において試作車として開発（1996年2月に正式発売）[26][27]。
- 1995年 - CI採用。楕円に「UD」と入ったエンブレムが登場。同時に「NISSAN DIESEL」のロゴを再び変更。
- 1996年9月26日 - 日本初の車椅子スロープ付き小型ワンステップバス・RNを発売。京王帝都電鉄、富士重工業（伊勢崎事業所）と共同開発[28][29][30]。
- 1999年 - 日本初のCNGノンステップバスを、大型路線バスUA系で発売[27]。
- 2000年1月 - 日産ディーゼル販売の営業を譲受する[24]。
- 2002年2月 - キャブに高品位塗装する「純正カスタムペイント」サービスを開始する。
- 2003年
  - 4月 - 新エンブレム登場。楕円に「UD」と入ったエンブレムから新タイプ（「UD」と読めるのは共通だが、幾何学的デザインとなった）に変更。
  - 11月3日 - 自動車用としては世界初となる尿素SCRシステム「FLENDS」を東京モーターショーにて発表（翌年クオンに搭載して発売）[31][32]
- 2004年6月 - 中型車のエンジンをトラックは6月、バスは8月以降、順次日野自動車からのOEMに変更。同社は電気二重層コンデンサを用いたパラレルハイブリッド方式の「キャパシタハイブリッド」技術を日野へ供与する。
- 2005年
  - 尿素SCRシステム「FLENDS」の開発により自動車技術会技術開発賞を受賞[31]。
  - 6月13日 - 三菱ふそうトラック・バスとの技術提携を発表。自社開発の尿素SCRシステム「FLENDS」に関する技術を三菱ふそうにも供与する。
- 2006年
  - 3月27日 - ABボルボが日産自動車より全株式数の13パーセントに当たる4000万株を取得して筆頭株主になる。
  - 9月28日 - ボルボが主要株主から優先株式、日産自動車保有残株の全てで全株式数約6パーセントに当たる1800万株を、それぞれ取得。これにより日産自動車との資本関係が消滅する。
- 2007年
  - 3月29日 - エヌエー株式会社が株式公開買い付けを実施し、全株式数の96パーセントに当たる約2億9千万株を取得して同社の親会社となる。
  - 5月21日 - 三菱ふそうエアロスター-Sの販売開始により、2006年7月13日に発表された三菱ふそうトラック・バスとの相互OEM供給[33]が開始される。大型ノンステップバスや中型バスは同社が製造して三菱ふそうへ、大型観光バスや大型ワンステップバスなどは三菱ふそうから同社へ、バス用エンジンも相互に供給する。同時に日野製エンジンはトラック向けのみ採用が継続される。
- 2008年1月1日 - 組織再編。一部事業をボルボグループへ統合[34]。
- 2009年
  - 1月1日 - 直系の販売会社を日産ディーゼルトラックス（のちのUDトラックスジャパン）に統合。
  - 7月1日 - 子会社の日産ディーゼルロジコム株式会社を合併[35]。
  - 8月31日 - 三菱ふそうトラック・バスとの間で、バス事業に関する合弁会社設立協議開始の覚書を締結[36]。バスの企画・研究開発・生産・販売の事業を両社から合弁会社へ移管・統合するための協議を進める。
  - 11月1日 - ボルボの完全子会社である日本ボルボの全株式を取得し、完全子会社とする[7]。
- 2010年
  - 1月1日 - 子会社の株式会社クリエイトセンター、ボルボ・インフォメーション・テクノロジー・ジャパン株式会社[8]、ならびに日本ボルボ株式会社[7]を吸収合併する。
  - 2月1日 - （旧）UDトラックス株式会社へ商号を変更する。以降エンブレムを楕円に「UD」のマークと「UD TRUCKS」の英文字に変更。
  - 2月15日 - ボルボ製大型トラックの大手企業向け販売を開始する。
  - 8月24日 - 西日本車体工業製のバス最終生産車を出荷し、以後UDトラックスのバスは三菱ふそうからOEM供給[注釈 2]される。
  - 10月29日 - 三菱ふそうトラック・バスとの間でのバス事業に関する合弁会社設立協議と交渉を終了[17][18]。
  - 10月31日 - 西日本車体工業が解散[16][15]
- 2011年
  - 年内 - 三菱ふそうからのOEM供給が終了[19]。
  - 7月1日 - 子会社で部品製造・外注加工事業などを手掛けるジャパンビークル、サービス事業を展開する日弘、サン用品の3社を吸収合併。
  - 8月4日 - プレス工業との合弁である普利適優迪車橋有限公司の株式を同社より一部譲受[38]。
- 2012年 - 国内でのバス事業再開を断念したと発表[19]。
- 2013年
  - 5月31日 - 子会社であるDRDの全株式をテンプスタッフへ譲渡[39]。
  - 7月1日 - 子会社の株式会社テクサスを合併[25]。
  - 8月26日 - バンコクで新興市場向け大型トラック「クエスター」を発表[40][41]。
- 2014年1月1日 - 子会社のUDトラックスジャパンを合併。同時にボルボ・グループ・ジャパンに合併し、解散[10]。

### 現法人
- 2007年

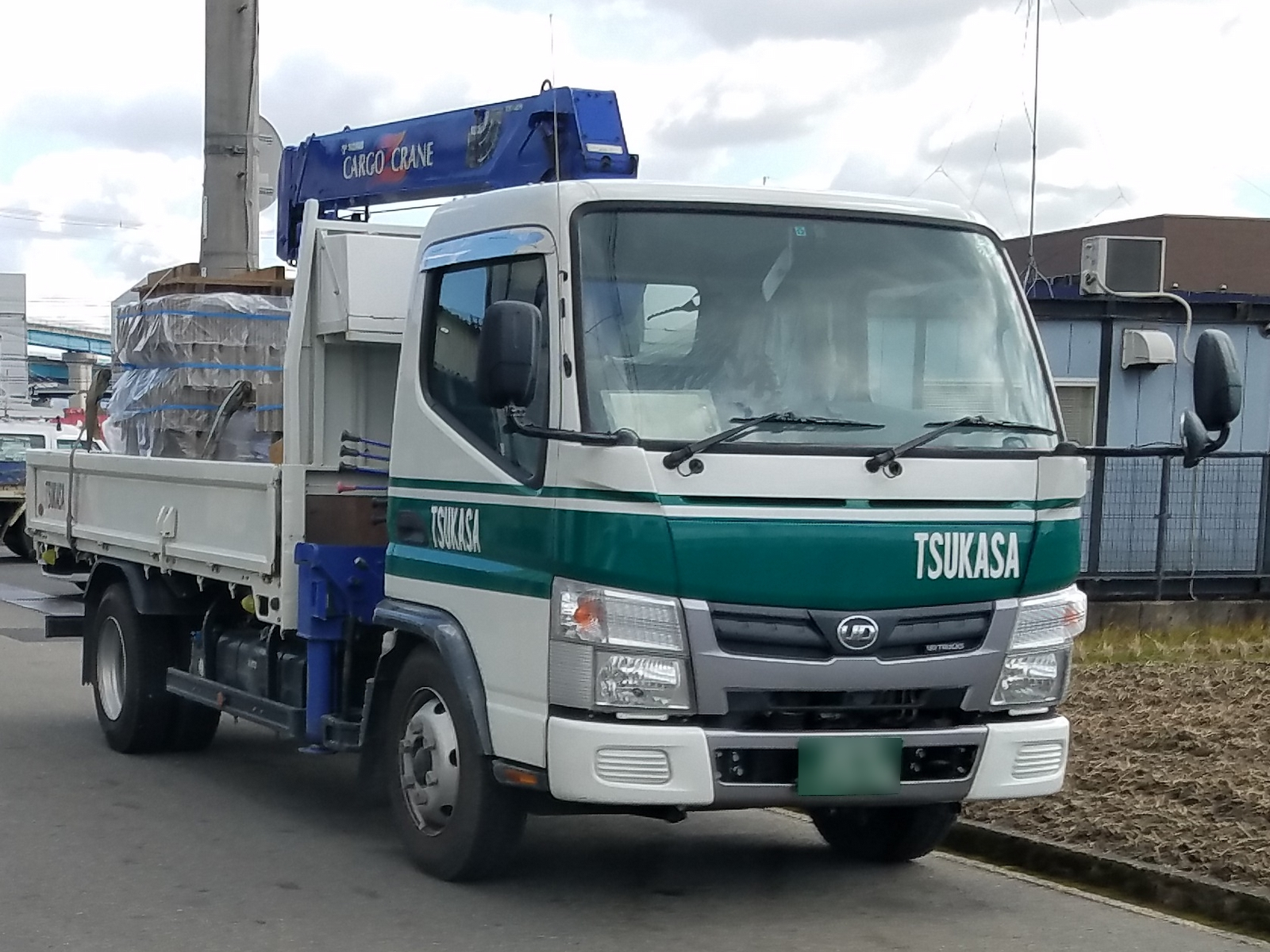
UDトラックス Kazet
三菱ふそうトラック・バスからOEM供給された小型トラック

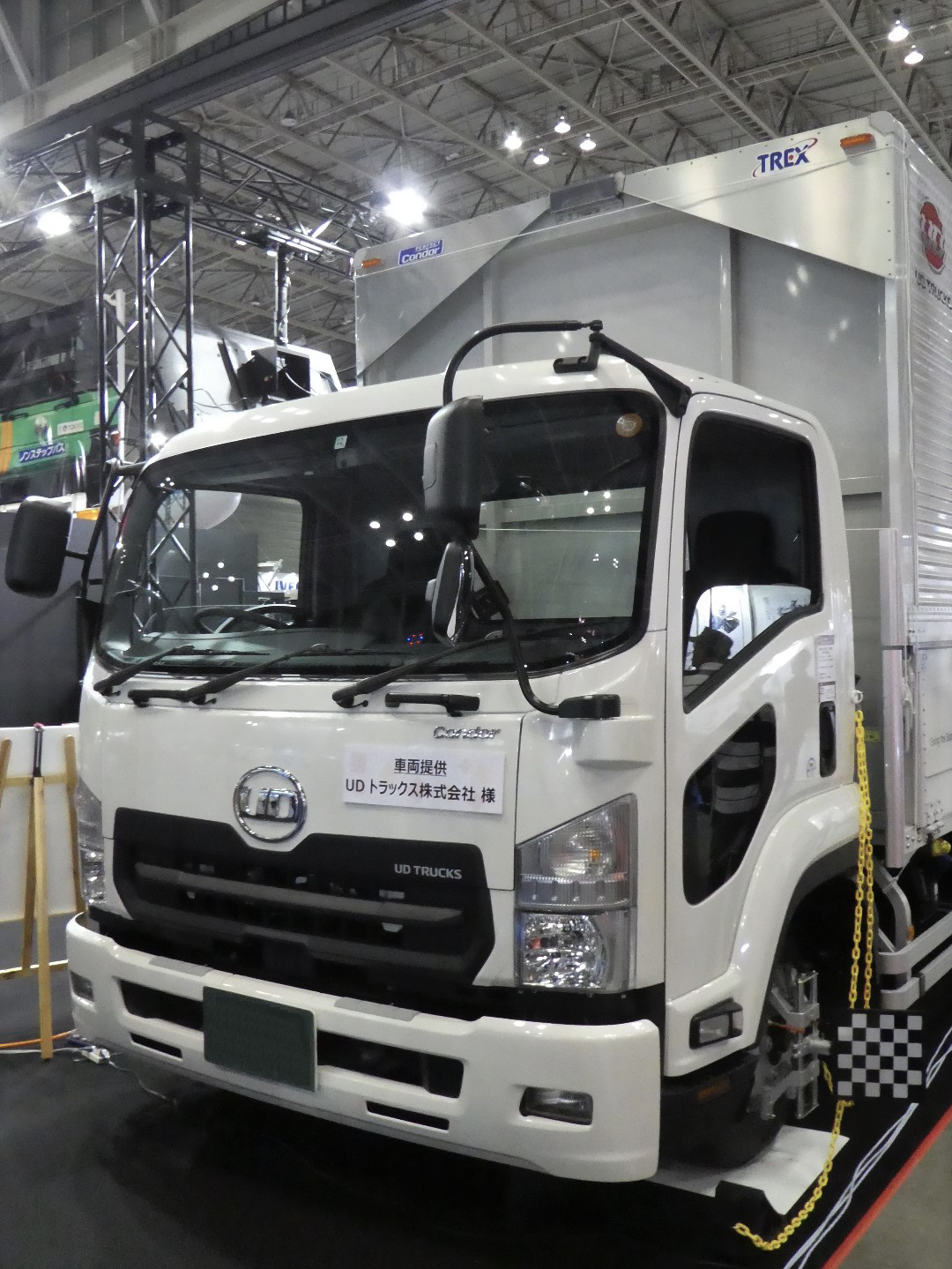
UDトラックス Condor
いすゞ自動車からOEM供給された中型トラック

  - 1月30日 - ボルボの資産管理子会社で現在の存続会社であるエヌエー株式会社が設立。
  - 3月29日 - 日産ディーゼル工業の株式公開買付けを実施し、全株式数の96パーセントに当たる約2億9千万株を取得して筆頭株主となる。
- 2010年4月9日 - ボルボ・グループ・ジャパン株式会社に商号変更。
- 2014年
  - 1月1日 - （旧）UDトラックスを合併。（新）UDトラックス株式会社に商号変更する[10]。
  - 3月19日 - インドでUDブランドのバスを製造すると発表する[21]。
  - 4月1日 - ボルボ・ロジスティクス・コーポレーション・ジャパン株式会社を合併[42]。
  - 6月25日 - 三菱ふそうトラック・バスからの小型トラックOEM供給に合意する[43]。
- 2015年7月10日 - 本社新社屋が竣工。
- 2016年2月 - いすゞ自動車からの中型トラックOEM供給に合意する[44]。
- 2019年12月 - いすゞ自動車と親会社ボルボ・グループの戦略的提携が発表され、UDトラックスのいすゞ傘下入りも発表[11]。
- 2020年10月30日 - いすゞ自動車とボルボ・グループとの戦略的提携に関する基本契約が正式に締結される。
- 2021年4月1日 - 同日までにいすゞによる買収手続が完了し、いすゞグループとなる[12][13]。
- 2022年7月1日 - 子会社であったUDフィナンシャルサービス株式会社が、いすゞ自動車の子会社であるいすゞリーシングサービスの完全子会社となる[45]。

## 事業拠点
出典
- 本社・上尾工場（埼玉県上尾市）
  - トラックの組立
  - エンジンの加工・組立
  - ボルボブランド製品の輸入と販売
- タイ工場（タイ王国）
  - 新興国向けトラックの製造や輸出
- シンガポールオフィス（シンガポール）
  - トラックの販売

### かつての生産拠点
- 鴻巣工場（埼玉県鴻巣市）
  - エンジン部品等の鋳造
  - 2015年1月にユニキャリア傘下の「グローバルコンポーネントテクノロジー」に売却し、同社鴻巣工場となっている。
- 羽生工場（埼玉県羽生市）
  - トランスミッションの加工・組立
  - 2016年3月にユニキャリアに売却し、三菱ロジスネクスト羽生工場となっている。ただしUD向けトランスミッションの製造は継続され、ライン管理もUDで行う。

## グループ会社
現存するもののみを記す。
- 株式会社ニューメック（埼玉県上尾市）
  - 製造業務を請け負っている。

## 車種一覧

### 現行車種

#### トラック
- クオン（大型トラック・25トンクラス）

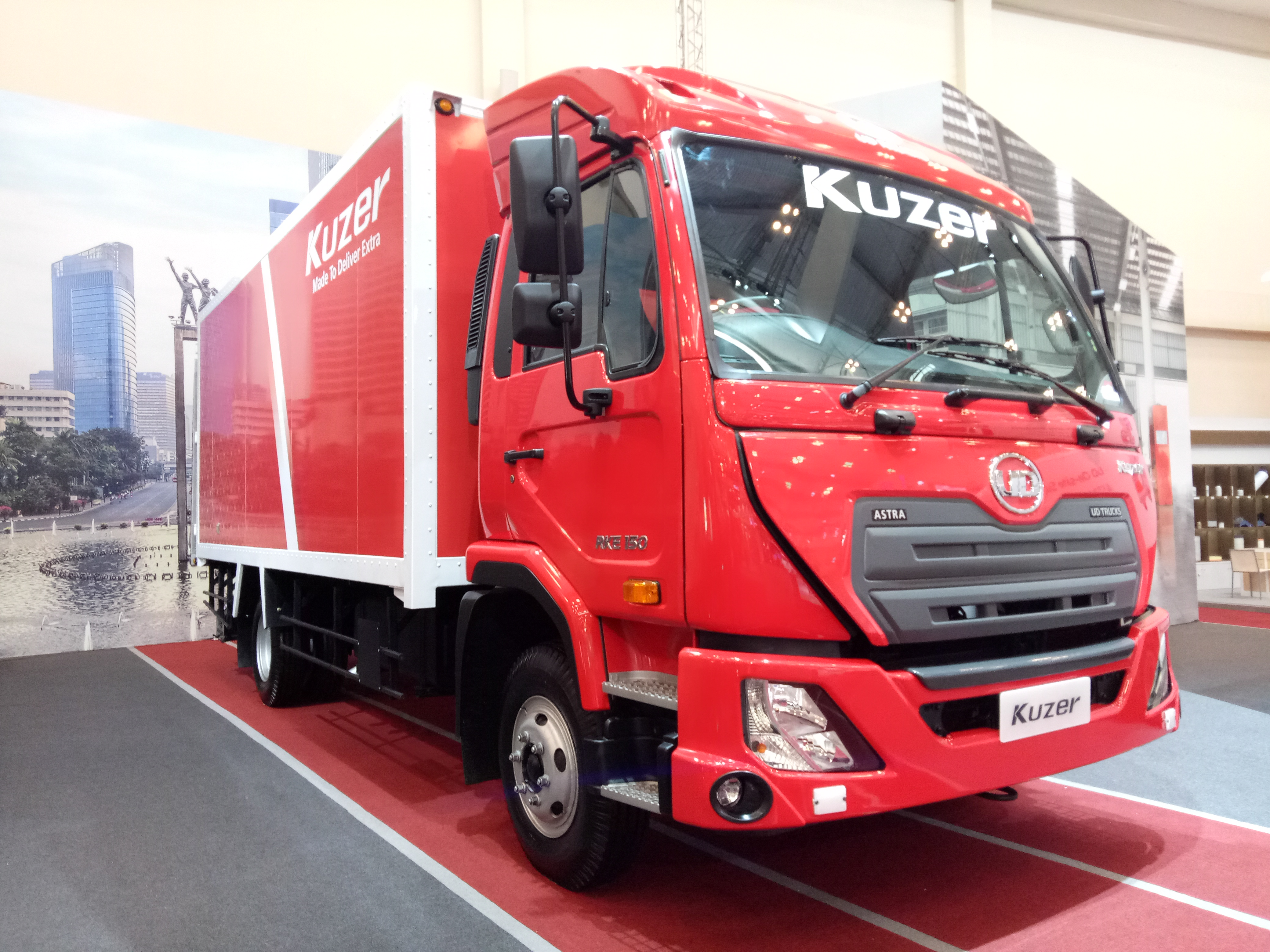
Kuzer

- コンドル（中型トラック・4-12トンクラスでいすゞ・フォワードのOEM車種である。）
- カゼット（小型トラック・1-4トンクラスでいすゞ・エルフ[47]のOEM車種である。）
- クエスター（新興国向け大型トラック[48]。東南アジアや南アフリカ共和国で発売。）
- クローナー（新興国向け中型トラック[49]。商圏はクエスターと同じ。）
- クーザー（新興国向け小型トラック。インドネシアで発売。）

#### バス

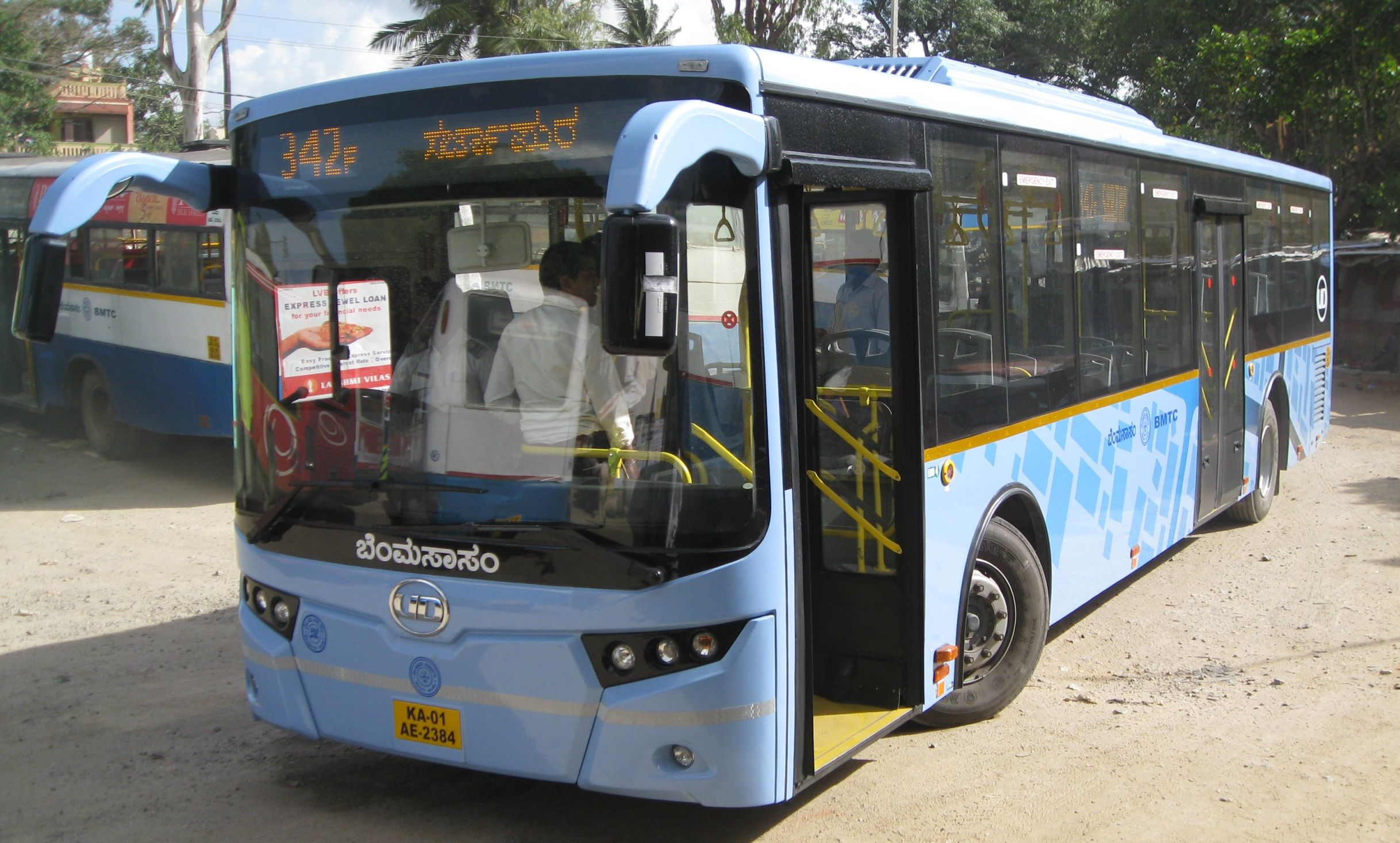
SLF

2014年3月19日にバス事業に再参入し、インドをはじめとする成長市場で販売を行っている。
- SLF（新興国向け大型路線バス。インドで発売。）
- BRT（新興国向け連節路線バス。インドで発売。）

#### 産業エンジン
- Fシリーズ

### その他
- FJ（はしご車専用シャーシ）
- 空港用化学消防車（東邦車輌（新明和工業の子会社、元・東急車輛特装）との共同開発）
- ボルボ・FH（ボルボトラックス製トラクター。主に大手法人向けに販売とアフターサービスを担当）

### 絶版車種
発売順に掲載する。

#### バス
| バスのモデルプレート左は旧タイプ、右は新タイプ・OEM先車種  |  | バスのモデルプレート左は旧タイプ、右は新タイプ・OEM先車種 |
| バスのモデルプレート 左は旧タイプ、右は新タイプ・OEM先車種 |  |                                                           |

前述のとおり、日本国内においては2010年10月29日でバスの車種全ての販売が終了し、2011年に生産も終了している。
- 大型観光バス
  - スペースウイングDA（DA系・3軸車）
  - スペースウイングA（AS系・スーパーハイデッカー・三菱ふそう・エアロクィーンのOEM）
  - スペースウイングI（RA系・スーパーハイデッカー）
  - スペースウイングII（DA/RD系・3軸車）
  - スペースウイングIII（RA系・アンダーフロアーコクピット車）
  - スペースアローRA（RA系・ハイデッカー）
  - スペースアローA（AS系・ハイデッカー・三菱ふそう・エアロエースのOEM）
  - スペースアロー ユーロツアー（NDPC製の逆輸入車）
  - ボルボ・アステローペ（販売のみ）
- 2階建てバス
  - スペースドリーム（国産初の3軸2階建てバス）
  - ヨンケーレ・モナコ
- 大型路線バス
  - BR30コンドル号
  - R/RA(UDエンジン搭載)
  - UA
  - スペースランナーRA（RA系）
  - スペースランナーA（AP系・三菱ふそう・エアロスター2代目のOEM）
- 9m大型バス
  - スペースランナーRP（RP系・路線バス）
  - スペースアローRP(RP系・観光バス)
  - スペースアローA ショートタイプ（AM系・観光バス・三菱ふそう・エアロエース ショートタイプMMのOEM）
- 普通型路線バス（中型幅の長尺路線バス）
  - スペースランナーJP（JP系）
- 中型路線バス
  - スペースランナーRM（RM系）
- 小型バス
  - スペースランナー7（観光バス）
  - RN（路線バス）
  - オムニノーバ・マルチライダー（輸入のみ）

#### トラック
- 大型トラック
  - TN93
  - T80
  - サングレイト
  - TW
  - Cシリーズ
  - レゾナ
  - ビッグサム
- 中型・小型トラック
  - バイソン
  - コンドルS
  - コンドルSS
  - コンドル10/20/30（小型トラック・1〜3tクラス。日産・アトラスの姉妹車種）

#### 産業エンジン
- Pシリーズ
- SDシリーズ
- TDシリーズ

#### その他
- 重ダンプトラック
- クレーンキャリア
- ビッグベン（ロンドンタクシー）
- 日産自動車の小～中型貨物車（キャラバン/ホーミー、アトラスなど）に搭載されるディーゼルエンジン（SD・TD・ZD型など）の生産を受託していた。

## 販売店
かつては販売会社としてUDトラックスジャパンなどが存在したが、現在は一部を除き同社で直営している。
2010年当時に存在した販売会社各社は、同社旧法人（日産ディーゼル工業）のUDトラックスへの変更に伴い、連結決算対象の3社（子会社1、持分法適用2）及び北海道販売は連動して社名を変更した。その後、岩手・栃木・群馬も変更した。前述のとおり、販売会社であるUDトラックスジャパンは、旧法人の新法人への合併の際にともに合併しており、現在は同社で直営している。
このうちUDトラックスジャパンは、2008年11月26日の設立に関する発表ののち、2009年1月1日に関東日産ディーゼルを存続会社として、同社の直系販売会社全てと中古車販売会社のクロスネットが統合され、日産ディーゼルトラックス株式会社として設立されたもので、埼玉県上尾市に本社を置いていた。
UDトラックスジャパンは、2010年2月15日よりUDの親会社であるABボルボの大型トラックの取り扱いを、大手企業向け限定で開始した。
UDトラックスは、経営効率化を図るため、2014年1月1日付でUDトラックスジャパンを吸収合併した。直系販売会社が1社に統合されたのは三菱ふそうトラック・バスに次いで2番目で、地場資本の6社については引き続き単体での営業を行っている。
2022年4月1日に国内販売体制を再編し、6つの地域支社と24の支社へと再編した。
2023年8月には、いすゞとの初の営業・アフターサービス協業拠点を京都府綾部市に開業させた。UDといすゞは、地域の実情に合わせて営業・アフターサービス協業拠点を順次開業させる予定である。営業協業拠点では、UD車の他にもギガ、フォワード、エルフなどのいすゞ車も取り扱う。
いすゞ自動車とUDトラックスは2025年5月14日、UDトラックスが直営で運営している6つの地域支社と24の支社における販売機能を、いすゞの連結子会社であるいすゞ自動車東北（秋田県と山形県は除く）、いすゞ自動車首都圏（茨城県、埼玉県は除く）、いすゞ自動車中部（富山県は除く）、いすゞ自動車近畿（三重県は除く）、いすゞ自動車中国四国（島根県西部と香川県は除く）、いすゞ自動車九州に2027年3月までに統合するすることを目指して、協議・検討を開始したことを明らかにした。なお、UDトラックスが直営で運営している地域のうち、いすゞの地場系販売店エリアである秋田県、山形県、茨城県、埼玉県、富山県、三重県、島根県西部、香川県における扱いについては未定である。いすゞ・UDの販売店が両方とも地場系である北海道、栃木県、群馬県、新潟県とUDの販売店が地場系で、いすゞの販売店がいすゞ自動車東北のエリアである岩手県は統合の対象とならない予定である。
なお、日産ディーゼル工業時代には日産自動車の総合カタログ（総合リーフレット・総合パンフレット）上に掲載されていたり、日産ディーゼル販売店に日産車のカタログ（パンフレット）が置かれるなど、緩やかな販売協力関係にあった。日産自動車の総合カタログ上では「日産ディーゼル系販売会社」と表記されていた。また、下記の地場系販社の中には同地域の日産自動車販売会社の系列にある社も存在する。
現行の販売会社体制
- UDトラックス - 下記法人エリア以外すべてを直営
  - 東北地域本部
    - 青森・秋田支社（青森県・秋田県）
    - 宮城・山形支社（宮城県・山形県）
    - 福島支社（福島県）

  - 関東地域本部
    - 茨城支社（茨城県）
    - 埼玉支社（埼玉県）
    - 神奈川支社（神奈川県）
    - 千葉支社（千葉県）
    - 東京・山梨支社（東京都・山梨県）

  - 中部地域本部
    - 愛知支社（愛知県）
    - 長野・岐阜支社（長野県・岐阜県）
    - 静岡支社（静岡県）
    - 北陸支社（富山県・石川県・福井県）

  - 近畿地域本部
    - 京滋支社（京都府・滋賀県）
    - 三重支社（三重県）
    - 阪奈支社（大阪府の一部・奈良県）
    - 阪和支社（大阪府の一部・和歌山県）
    - 兵庫支社（兵庫県）

  - 中四国地域本部
    - 山陰・岡山支社（岡山県・鳥取県・島根県）
    - 広島・山口支社（広島県・山口県）
    - 四国支社（香川県・徳島県・愛媛県・高知県）

  - 九州地域本部
    - 福岡北部・沖縄支社（福岡県北部・沖縄県）
    - 福岡南部・佐賀・長崎支社（福岡県南部・佐賀県・長崎県）
    - 熊本・大分支社（熊本県・大分県）
    - 鹿児島・宮崎支社（鹿児島県・宮崎県）
- UDトラックス道東
- UDトラックス北海道 - 北海道日産自動車グループ
- UDトラックス岩手
- UDトラックス栃木 - 栃木日産自動車販売グループ
- UDトラックス新潟 - NSホールディングス（新潟日産自動車・日産サティオ新潟）グループ
- GNロジパートナーズ - GNホールディングス（群馬日産自動車・日産プリンス群馬販売）グループ

## 宣伝・広告
- テレビCMは関西テレビ制作時代劇などでスポンサーに付いており、コンドルのCMを主に放送していた。1990年代以降はしばらくテレビCMは放映していなかったものの、2004年のクオン登場時から2008年までテレビ埼玉を中心にクオンのCMを放送していた。2018年5月14日からテレ玉で放送している「熱夏の足跡」で10年ぶりにテレビのスポンサーに付く。
- ラジオCMはNACK5の「SUNDAY LIONS」、文化放送などの「ニュース・パレード」などで流していた。
- 書籍・雑誌広告はバスラマ・インターナショナルなどに書籍・雑誌の広告を出していた。西武バスの車内広告下部などにも日産ディーゼルの広告が入ったもの[注釈 3]が存在した。

### 提供番組
- 木曜ドラマ (第2期)（テレビ朝日）
- 中村雅俊のゼッタイ!知りたがり（フジテレビ）
- 関西テレビ制作時代劇（関西テレビ）